# گروه ادموند د روچیلد
ادموند د روچیلد یک گروه مالی بین‌المللی، خانواده و مستقل است که در زمینه بانکی خصوصی، مدیریت دارایی، سرمایه‌گذاری خصوصی، امور مالی شرکت‌ها و اداره امور مالی فعالیت می‌کند.

## تاریخ
در سال ۱۹۵۳، ادموند د روتچیلد در پاریس این گروه را راه اندازی کرد. این امر زمینه‌ساز گروه بین‌المللی را از طریق به دست آوردن عمل بانکی خصوصی در ژنو در سال ۱۹۶۵ و افتتاح شعبه در لوکزامبورگ سه سال بعد ایجاد کرد.